# Helianthemum guerrae
Helianthemum guerrae, también conocida como tamarilla de arenal, es una especie que pertenece a la familia Cistaceae. Es un endemismo sabulícola que se encuentra únicamente en el interior de Albacete, Alicante y Murcia.

## Características
Es un arbustillo, de hasta 55 cm de altura. Los tallos son erectos y ascendentes. Las hojas van desde lineares a lineares-lanceoladas, con presencia de pelos estrellados tanto en el haz como en el envés.
Las flores se disponen en una inflorescencia de entre 3 y 14 flores, con 6 pétalos cada una de color amarillo.

## Distribución y Hábitat
Helianthemum guerrae es un Endemismo del sudeste ibérico. Únicamente se encuentra en arenales de interior en el norte de Alicante, sur de Albacete y noreste de Murcia. Habita sobre sustratos arenosos en dunas de interior formando parte del matorral. Pertenece propiamente al piso bioclimático mesomediterráneo, de ombrotipo semiárido-seco. Puede colonizar cultivos abandonados o matorrales incendiados fijando el sustrato y permitiendo la colonización por otras especies.

## Amenazas
Se trata de una especie en peligro de extinción catalogada como EN por la UICN e incluida en el "Atlas y Libro Rojo de la Flora Vascular Amenazada de España". Ello se debe a que es una especie de limitado rango ecológico, sometida al sobrepastoreo, hibridación, canteras...

## Taxonomía
Helianthemum guerrae fue descrita por Sánchez-Gómez, J.S.Carrion & M.Á.Carrión  y publicado en Anales Jard. Bot. Madrid, vol. 58(2),p. 355-357, 2000, publ. 2001. 
Etimología
- Helianthemum: nombre genérico que deriva del griego antiguo  Ἥλιος (Helios), "el Sol" y  ανθεμοζ, ον (anthemos, on), "florecido", pues las flores solo se abren con el calor del sol (necesitan una temperatura superior a 20 °C para desplegar sus pétalos) y tienen un cierto fototropismo positivo. Ciertos nombres vernáculos en castellano, tales como Mirasol, corroborarían esta interpretación. Autores sostienen que su nombre es debido a la semejanza de las flores amarillas con el astro solar; sin embargo muchas especies son blancas, anaranjadas, rosadas o purpúreas, lo que no encuadra con esta interpretación. Otros por el afecto que tendría el género por los sitios soleados...
- guerrae: en honor al botánico Juan Guerra Montes